# Moura Morta (Castro Daire)
Moura Morta ist ein Ort und eine ehemalige Gemeinde (Freguesia) im portugiesischen Kreis Castro Daire. Die Gemeinde hatte 134 Einwohner (Stand 30. Juni 2011).
Am 29. September 2013 wurden die Gemeinden Moura Morta und Mezio zur neuen Gemeinde União das Freguesias de Mezio e Moura Morta zusammengeschlossen.